# Kyputje
Kyputje eller Artemivsk (ukrainsk: Артемівськ translit.: Artemivs'k, russisk: Артёмовск) er en by i Perevalsk rajon af Luhansk oblast i det østlige Ukraine. I 2021 havde byen  7.203 indbyggere.

## Historie
Byen blev grundlagt som Katerynivka (ukrainsk: Катеринівка) landsby i 1910 tæt på jernbanestationen Kypyche . Dens navn blev ændret til Artema i 1923 og til Artemivsk i 1938.
Siden 2014 har Artemivsk været kontrolleret af styrker fra Folkerepublikken Lugansk .
Den 12. maj 2016 besluttede Ukraines nationale parlament, Verkhovna Rada, at navngive byen Kyputje (ukrainsk: Кипуче), selvom den ukrainske regering ikke kontrollerer udbryderregionen, og omdøbningen derfor ikke er anerkendt lokalt.